# Collonges-au-Mont-d’Or
Collonges-au-Mont-d’Or település Franciaországban, Métropole de Lyon különleges státuszú nagyvárosban (métropole: nagyjából „megyei jogú város”). Lakosainak száma 4604 fő (2022. január 1.). Collonges-au-Mont-d’Or Rochetaillée-sur-Saône, Saint-Cyr-au-Mont-d’Or, Saint-Romain-au-Mont-d’Or, Caluire-et-Cuire, Fontaines-sur-Saône és Lyon községekkel határos.

## Népesség
A település népességének változása:
| Lakosok száma | 3911 | 4012 | 4138 | 4052 | 4181 | 4315 | 4448 | 4517 | 4604 |
|               | 2013 | 2015 | 2016 | 2017 | 2018 | 2019 | 2020 | 2021 | 2022 |